# The Flirts
The Flirts es una banda femenina estadounidense de música disco y Hi-NRG. Fue creada y organizado por el magnate del estilo Hi-NRG Bobby "O" Orlando. Se compone de tres mujeres de cabello rubio, marrón y pelirrojo. 
The Flirt es conocida básicamente por sus éxitos en la década de los 80 en el estilo Hi-NRG: "Passion", "Helpless (You Took My Love)", "Danger" y en especial por "Jukebox (Don't Put Another Dime)", canción que recibió amplia transmisión en MTV.

## Historia
Bobby Orlando concibió la idea de crear el trío, escribió las canciones, ejecutó los instrumentos y produjo las pistas. Después realizó audiciones para encontrar a las chicas que serían la imagen del grupo, muchas de las cuales tenían entrenamiento como bailarinas, modelos o actrices, por lo cual Orlando regularmente se vio en la necesidad de pedir los servicios de cantantes de sesión profesionales, para ser los vocalistas de las canciones.
El grupo atravesó muchos cambios de artistas, pues con cada nueva gira o álbum lanzado, algunas de las chicas lo abandonaban.
The Flirts lanzó un total de seis álbumes de 1982 a 1992, y numerosos sencillos. Han realizado varias giras internacionales, con frecuencia en el club de circuito, y generalmente valiéndose de la sincronía de labios o cantando al mismo tiempo de la pista grabada. 
En 1985, el trío tuvo un éxito de música disco en los Estados Unidos, You and Me, escrita por Orlando con la ayuda del influyente productor de hip hop Clifton Jiggs Chase.
Sus canciones continúan siendo retransmitidas por la radio y son incluidas en varios recopilatorios. Más recientemente, The Flirts fueron incluidas en el lanzamiento de dos álbumes de la serie de discos recopilatorios Disco Discharge. 
The Flirts, el estilo musical de este grupo, es considerado una de los principales inspiraciones en la creación del estilo musical Italo Disco.

## Álbumes
- 1982 - 10¢ a Dance.
- 1982 - Calling All Boys (Unidisc).
- 1983 - Born to Flirt.
- 1984 - Made in America.
- 1985 - Blondes Brunettes & Redheads.
- 1986 - Questions of the Heart.
- 1991 - The Best of the Flirts.
- 1992 - Take A Chance On Me.
- 1993 - Greatest Hits.
- 2003 - Physical Attraction.

## Sencillos
- Passion - Incluida en el CD I Love Disco Energy de 2003, en el CD Back To Mine: Pet Shop Boys de 2005, en el CD del lanzamiento de Sony Grand 12 Inches 4 de 2007 y en el CD Disco Discharge: Gay Disco & HiNRG de 2009.
- Helpless (You Took My Love) - Incluida en el CD I Love Bobby O de 2006.
- Danger - Incluida en el CD Disco Discharge: Pink Pounders de 2010.
- Jukebox (Don't Put Another Dime).
- Calling All Boys.
- Jungle Rock.
- We Just Want to Dance.
- On the Beach.
- Miss You.
- Boy Crazy.
- Dancing Madly Backwards.
- You and Me (1985).
- New Toy.
- Oriental Boy.
- After Midnight.
- All You Ever Think About Is (Sex).
- A Thing Called Love.
- After School.